# Carència de vitamina A
La carència o deficiència de vitamina A és la seva falta en humans. Guarda relació amb el manteniment d'epitelis especialitzats, i, després de la ceguesa nocturna que és una de les seves primeres manifestacions (ja que proveeix els pigments visuals de la retina), tenim entre altres:
- Alteració del trofisme d'epitelis especialitzats
- Xeroftalmia (conjuntivitis seca)
- Alteració de la resposta immunològica
- Erupció retardada, queratinització gingival

La vitamina A és un antioxidant i augmenta la immunitat a infeccions.
La "Secció Especial Infantil de l'ONU, creada el 2002, espera l'eliminació de la seva deficiència per 2010.